# Elevator (singel Flo Ridy)
Elevator – drugi singel amerykańskiego rapera Flo Ridy z jego pierwszego albumu studyjnego zatytułowanego Mail on Sunday. Utwór został wyprodukowany i nagrany z gościnnym udziałem amerykańskiego piosenkarza R&B Timbalanda. Singel dotarł do pierwszej dwudziestki krajowego notowania w Australii, Kanadzie, Irlandii, Nowej Zelandii, Szwecji, Stanach Zjednoczonych i Wielkiej Brytanii. Złotą płytę dla tego utworu przyznano w Australii, Kanadzie i Stanach Zjednoczonych. Utwór został wykorzystany w piętnastym odcinku pierwszej serii serialu Plotkara zatytułowanym „Desperately Seeking Serena”.

## Lista utworów
- Digital download[6]

1. „Elevator” (feat. Timbaland) – 3:50

## Teledysk
Teledysk swoją oficjalną premierę miał 19 lutego 2008 roku. Reżyserią zajął się Gil Green. W teledysku pojawili się gościnnie Timbaland, DJ Khaled, Rick Ross, Brisco, Gunplay of Triple C’s, Cool & Dre, Lil Boosie i Christina Milian.

## Pozycje na listach

### Listy przebojów
| Lista (2008)                       | Najwyższa pozycja |
| ---------------------------------- | ----------------- |
| Australia (ARIA Charts)            | 13                |
| Austria (Ö3 Austria Top 40)        | 69                |
| Belgia (Ultratop 50 Flandria)      | 47                |
| Irlandia (IRMA)                    | 11                |
| Kanada (Canadian Hot 100)          | 10                |
| Niemcy (Media Control Charts)      | 34                |
| Nowa Zelandia (RIANZ)              | 10                |
| Szwecja (Sverigetopplistan)        | 19                |
| Szwajcaria (Schweizer Hitparade)   | 92                |
| Wielka Brytania (UK Singles Chart) | 20                |
| US Billboard Hot 100               | 16                |
| US Hot R&B/Hip-Hop Songs           | 52                |
| US Rap Songs                       | 10                |
| US Pop Songs                       | 34                |

| Lista (2008)     | Pozycja |
| ---------------- | ------- |
| Australia        | 62      |
| UK Singles Chart | 149     |

## Certyfikaty
| Państwo           | Status      |
| ----------------- | ----------- |
| Australia         | złota płyta |
| Kanada            | złota płyta |
| Stany Zjednoczone | złota płyta |

## Historia wydania
| Kraj              | Data wydania   | Format           | Wytwórnia                               |
| ----------------- | -------------- | ---------------- | --------------------------------------- |
| Stany Zjednoczone | 12 lutego 2008 | Digital download | Atlantic Records, Poe Boy Entertainment |